# Beilschmiedia gynotrochioides
Beilschmiedia gynotrochioides är en lagerväxtart som beskrevs av André Joseph Guillaume Henri Kostermans. Beilschmiedia gynotrochioides ingår i släktet Beilschmiedia och familjen lagerväxter. Inga underarter finns listade i Catalogue of Life.